# Воркінгтон (футбольний клуб)
ФКА «Воркінгтон» (англ. Workington Association Football Club) — англійський футбольний клуб з однойменного міста.

## Історія
Клуб заснований 1921 року. Виступає у Північній Прем'єр-лізі. Домашні матчі приймає на стадіоні «Боро Парк» (3 101 місце).

## Відомі гравці. що виступали за клуб
- Скотт Карсон